# Польская академия наук

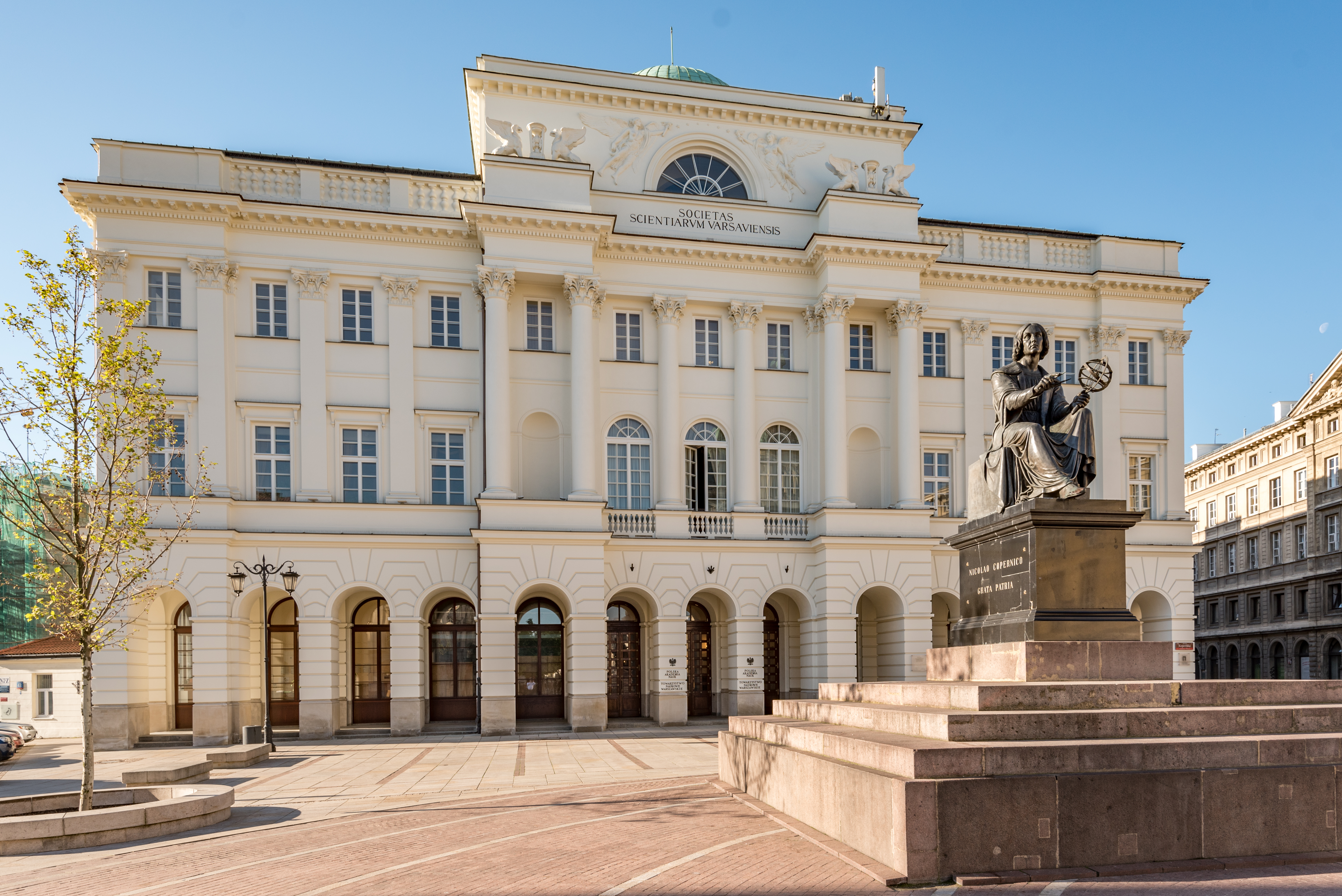
Дворец Сташица, местонахождение нескольких институтов I отделения ПАН, Варшава, ул. Новый Свят

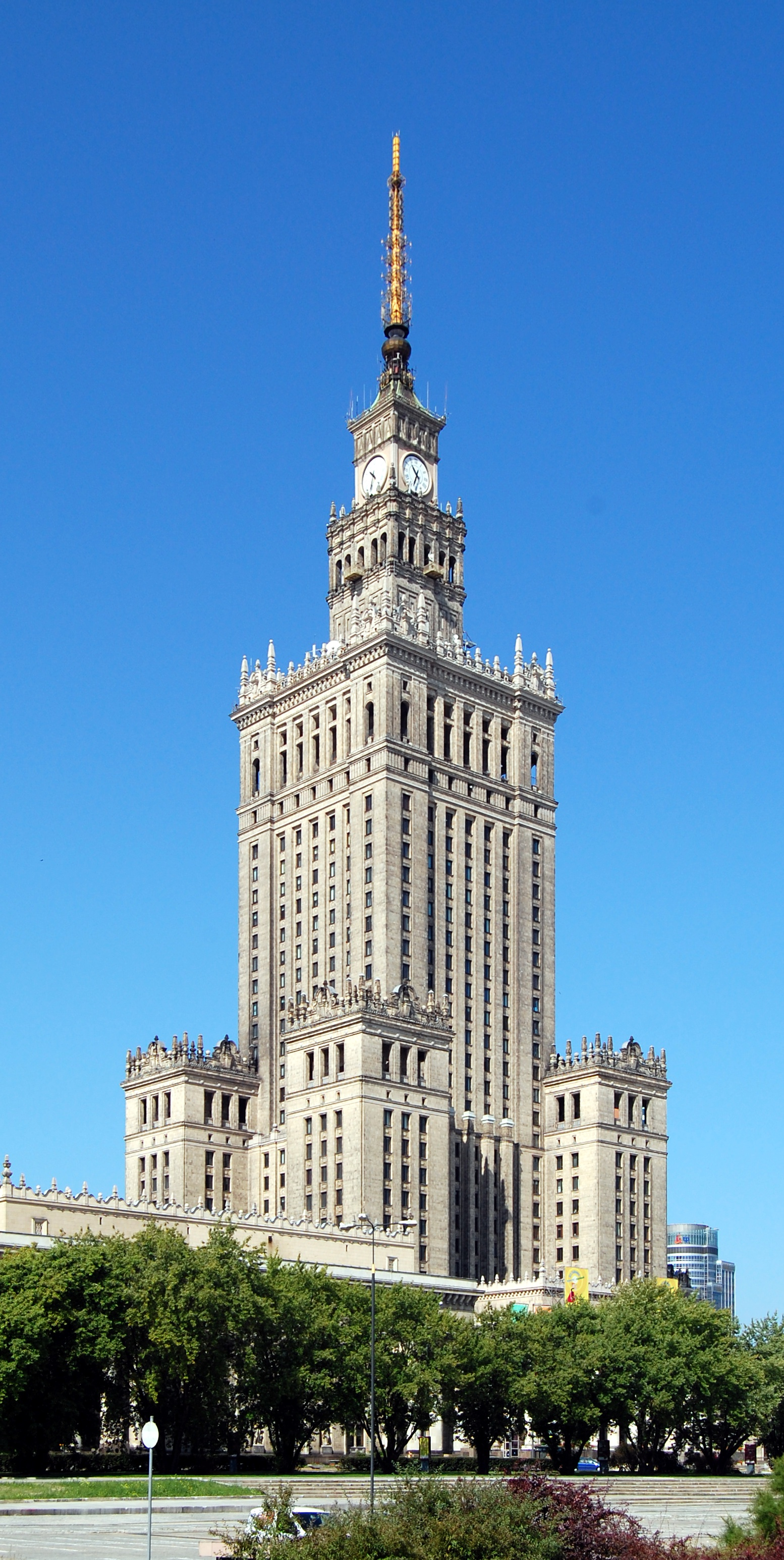
Дворец культуры и науки, в башне которого размещается Президиум ПАН

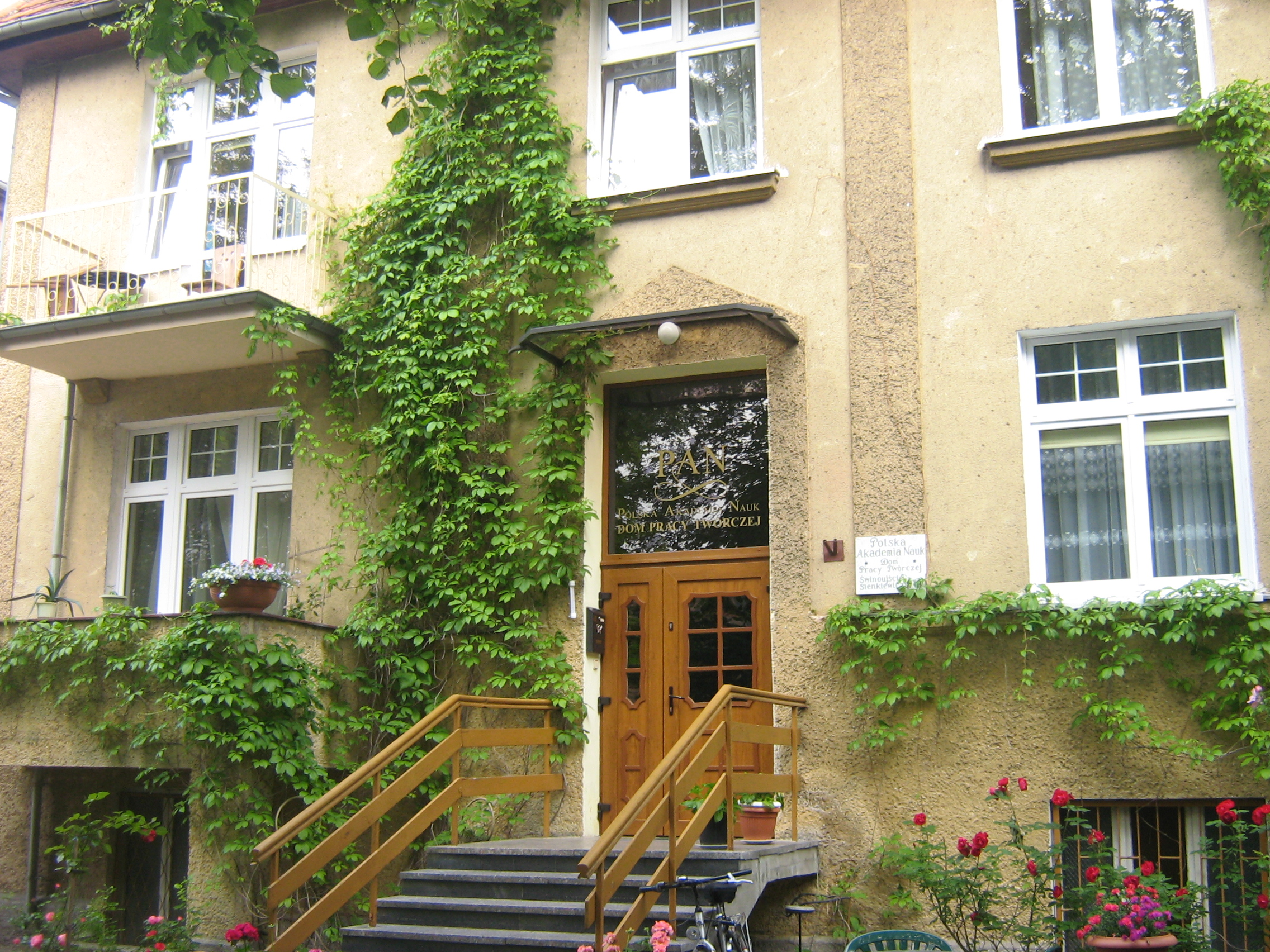
Дом творческой работы ПАН в Свиноустье

Польская академия наук (ПАН; пол. Polska Akademia Nauk — PAN) — государственная академия наук Польши, являющаяся с одной стороны, по образцу Французской академии наук, учреждением, объединяющим выдающихся польских учёных, а с другой — сетью управляемых из центра государственных научных институтов, главной задачей которых является проведение научных исследований на как можно более высоком уровне.

## История
Учредить ПАН было решено на I-м конгрессе польской науки (29 июня — 2 июля 1951 года). Это решение было связано с ликвидацией Польской академии знаний (Polska Akademia Umiejętności) и Варшавского научного общества (Towarzystwo Naukowe Warszawskie). Была образована согласно уставу о Польской академии наук от 30 октября 1951 г., и её политической задачей был контроль учёной среды. Поначалу была только объединением учёных, однако в 1960 г. была преобразована в центральную правительственную организацию, ведающую наукой в Польше и управляющей сетью институтов. В 1990 году ПАН утратила статус правительственной организации. Функции контроля науки на правительственном уровне принял на себя Комитет научных исследований.

### Президенты
- Ян Богдан Дембовский: 1952—1956
- Тадеуш Котарбинский: 1957—1962
- Януш Грошковский: 1962—1971
- Влодзимеж Тшебятовский: 1971—1977
- Витольд Новацкий: 1977—1980
- Александр Гейштор: 1980—1983
- Ян Кароль Костшевский: 1984—1990
- Александр Гейштор: 1990 — 31 декабря 1992
- Лешек Кузьницкий: 1 января 1993 — 31 декабря 1998
- Мирослав Моссаковский: 1 января 1999 — 26 декабря 2001
- Ежи Колодзейчак: 16 января 2002 — 31 марта 2003 (и. о. президента)
- Анджей Легоцкий: 1 апреля 2003 — 31 декабря 2006
- Михал Клябер: 1 января 2007 — 19 марта 2015
- Ежи Душиньский: 19 марта 2015 — 20 октября 2022
- Марек Конаржевский: с 20 октября 2022

## ПАН как объединение учёных
ПАН собрала в своём составе самых выдающихся польских учёных, которые носят титулы действительных членов. Их количество ограничено 350-ю местами. Кроме того, существуют также член-корреспонденты.
Членство в академии является пожизненным. Правом выдвигать кандидатов в член-корреспонденты обладают действительные члены, а также учёные советы ВУЗов и институтов ПАН. Действительные члены избираются по мере освобождения мест из член-корреспондентов путём голосования действительных членов. Последние на сегодняшний день выборы в Академию состоялись 26 июня 2025 года. 30 членов-корреспондентов стали академиками, избрано 45 новых членов-корреспондентов.
Членами ПАН являются не только польские учёные, но и иностранцы (ок. 30 % состава).
Действительные члены и отечественные член-корреспонденты образуют общее собрание ПАН, на котором избирается президент, президиум, руководители тематических отделений, комитетов нормализации ономастики, а также одобряет кандидатуры руководителей местных отделений.

## ПАН как сеть институтов
ПАН также является сетью нескольких десятков НИИ. Формально они подчиняются руководителям тематических отделений ПАН и финансируются непосредственно Комитетом научных исследований. Эти НИИ создают ок. 2000 мест для научных работников, а расходы на их содержание составляют ок. 1/3 расходов государственного бюджета Польши на научные исследования (0,5 %). В них не обучаются студенты, но зато существует аспирантура, окончив которую аспирант имеет право получить степень доктора наук и пройти процедуру хабилитации.
Главной задачей институтов является проведение научных исследований на мировом уровне. Исследования, проводимые ПАН, приносят ощутимую финансовую выгоду.

### Список институтов
- Институт истории науки;
- Институт археологии и этнологии;
- Институт океанологии;
- Институт паразитологии;
- Институт польского языка;
- Институт ядерной физики[пол.].

## Текущий список действительных членов ПАН
Ниже представлен актуальный (на 13 июля 2025 года) список действительных членов Польской академии наук с указанием имён, дат рождения и избрания в действительные члены, учёных степеней и мест работы, специализации и привязки к отделениям академии, согласно данным официального сайта академии. Сортировка по умолчанию — по отделениям и в алфавитном порядке фамилий внутри отделений. Количество академиков в списке по отделениям: ОГОН—27, ОБСН—41, ОТННЗ—53, ОТН—43, ОМН—21;  всего — 185, в том числе женщин — 17.
| Имя                          | Дата рождения | Учёная степень                                                                       | Дата избр. | Отд.  | Специализация | Место работы |
| ---------------------------- | ------------- | ------------------------------------------------------------------------------------ | ---------- | ----- | --- | --- |
| Аксер, Ежи                   | 18.04.1946    | доктор гуманитарных наук                                                             | 2022       | ОГОН  | классическая филология и театроведение | профессор Варшавского университета и Варшавской театральной академии                                                                                     |
| Бжезинский, Ежи              | 13.04.1947    | хаб. доктор психологии                                                               | 2007       | ОГОН  | философия и этика науки, методология психологических исследований, психометрия и наукометрия | профессор Института психологии Университета им. А. Мицкевича в Познани                                                                                   |
| Борковская, Гражина          | 11.04.1956    | доктор гуманитарных наук                                                             | 2025       | ОГОН  | история и теория литературы | главный редактор журнала «Pamiętnik Literacki» |
| Буко, Анджей                 | 04.08.1947    | хаб. доктор гуманитарных наук                                                        | 2025       | ОГОН  | археология и этнология | профессор Варшавского университета |
| Валтось, Станислав           | 09.02.1932    | доктор криминологии                                                                  | 2007       | ОГОН  | уголовный процесс и уголовное право, история права, музееведение | директор Музея Ягеллонского университета в Кракове (1977—2011), профессор Школы информатики и управления в Жешуве                                        |
| Вельфе, Александр            | 05.08.1960    | хаб. доктор экономики                                                                | 2020       | ОГОН  | экономика | профессор Лодзинского университета |
| Витковская-Заремба, Эльжбета | 23.02.1946    | хаб. доктор гуманитарных наук/музыковедения                                          | 2016       | ОГОН  | музыковедение и филология | |
| Войцишке, Богдан             | 11.06.1952    | доктор психологии                                                                    | 2016       | ОГОН  | социальная психология | профессор Университета гуманитарных и социальных наук в Сопоте                                                                                           |
| Гертрих-Воленьский, Ян       | 21.09.1940    | доктор гуманитарных наук                                                             | 2020       | ОГОН  | философия | профессор Института философии Ягеллонского университета                                                                                                  |
| Груча, Франтишек             | 27.05.1937    | хаб. доктор ?                                                                        | 1994       | ОГОН  | германистика, лингвистика, глоттодидактика, переводоведение | эмерит-профессор Варшавского университета и Академии общественных наук в Лодзи                                                                           |
| Долиньский, Дариуш           | 22.06.1959    | хаб. доктор психологии                                                               | 2022       | ОГОН  | психология личности, социальная психология | Профессор Университета гуманитарных и социальных наук |
| Лентовская, Эва              | 22.03.1940    | хаб. доктор гражд. права                                                             | 2010       | ОГОН  | гражданское, конституционное, административное право, права человека | профессор Института юридических наук ПАН, судья Конституционного суда (до 2011)                                                                          |
| Мароди, Мирослава            | 11.04.1947    | хаб. доктор педагогики                                                               | 2016       | ОГОН  | теория социальных изменений, социальная психология | Профессор Института социологии Варшавского университета                                                                                                  |
| Моссаковский, Станислав      | 26.08.1937    | хаб. доктор гуманитарных наук/истории искусства                                      | 1998       | ОГОН  | история современного искусства, архитектуры, декоративной скульптуры; роль классической традиции в искусстве, польско-итальянские художественные связи | профессор и зав.кафедрой истории изобразительного искусства Художественного института ПАН                                                                |
| Мысливец, Кароль             | 03.11.1943    | доктор гуманитарных наук/археологии Древнего Египта                                  | 2013       | ОГОН  | археология, искусство и религия древнего Египта | директор Института средиземноморских и восточных культур ПАН (2011—2015)                                                                                 |
| Ненцка, Эдвард               | 05.02.1953    | доктор гуманитарных наук                                                             | 2013       | ОГОН  | психология познания; функционирование внимания и рабочей памяти, когнитивные механизмы интеллекта и творчества, общие принципы функционирования разума | профессор Ягеллонского университета |
| Ныч, Рышард                  | 09.12.1951    | доктор гуманитарных наук/литературы                                                  | 2016       | ОГОН  | теория и история литературы | профессор факультета польских исследований Ягеллонского университета                                                                                     |
| Орловский, Хуберт            | 22.05.1937    | доктор гуманитарных наук/литературы                                                  | 2010       | ОГОН  | филология, германистика, литературоведение | профессор Высшей школы иностранных языков в Познани |
| Позерн-Зелиньский, Александр | 11.01.1943    | доктор гуманитарных наук/этнологии                                                   | 2020       | ОГОН  | антропология этничности, политика, религия, история антропологии | зав. лабораторией этнологии Института археологии и этнологии ПАН                                                                                         |
| Роттермунд, Анджей           | 11.05.1941    | доктор гуманитарных наук/искусствоведения                                            | 2022       | ОГОН  | искусствоведение и музеология | |
| Сальва, Пётр                 | 15.10.1950    | доктор гуманитарных наук                                                             | 2025       | ОГОН  | итальянское литературоведение | директор Научного центра ПАН в Риме |
| Скубишевский, Пётр           | 27.08.1931    | хаб. доктор гуманитарных наук/истории искусства                                      | 2013       | ОГОН  | методология истории искусства, история средневекового искусства | эмерит-профессор Варшавского университета и Университета Пуатье                                                                                          |
| Стржельчик, Ежи              | 24.12.1941    | доктор гуманитарных наук/истории                                                     | 2020       | ОГОН  | история средних веков | профессор Института истории и философии Университета Адама Мицкевича                                                                                     |
| Тимовский, Михал             | 21.11.1941    | хаб. доктор гуманитарных наук/истории                                                | 2022       | ОГОН  | история Африки | профессор Варшавского университета |
| Филипович, Станислав         | 15.02.1952    | доктор гуманитарных наук/политологии                                                 | 2013       | ОГОН  | история политической мысли в широком понимании либеральной традиции, с особым акцентом на американской политической традиции; философия политики, демократии, современной и постмодерна — интерпретации и теории | профессор факультета политологии и международных исследований Варшавского университета                                                                   |
| Фришке, Анджей               | 09.08.1956    | доктор гуманитарных наук                                                             | 2025       | ОГОН  | новейшая история | |
| Штомпка, Пётр                | 02.03.1944    | доктор гуманитарных наук/социологии                                                  | 2002       | ОГОН  | социологическая теория, социология социальных изменений, социология человеческих отношений | эмерит-профессор Ягеллонского университета, Высшей школы им. Й. Тишнера                                                                                  |
| Беднарский, Влодзимеж        | 16.03.1943    | хаб. доктор сельхоз. наук в обл. технологии питания                                  | 2022       | ОБСН  | биотехнология питания | профессор Варминско-Мазурского университета в Ольштыне                                                                                                   |
| Билиньская, Барбара          | 28.04.1949    | доктор биологических наук                                                            | 2025       | ОБСН  | цитология, эндокринология и физиология животных | профессор Института зоологии и биомедицинских исследований Ягеллонского университета                                                                     |
| Билиньский, Щепан            | 14.12.1949    | хаб. доктор естественных наук                                                        | 2016       | ОБСН  | биология развития и биология клетки | профессор Института зоологии Ягеллонского университета                                                                                                   |
| Вейнер, Януарий              | 06.09.1947    | доктор наук о жизни                                                                  | 1994       | ОБСН  | экология экосистем, эволюционная и физиологическая экология, биоразнообразие, экологическая стехиометрия | профессор Института наук об окружающей среде Ягеллонского университета                                                                                   |
| Венгжин, Гжегож              | 27.06.1963    | хаб. доктор биологических наук                                                       | 2025       | ОБСН  | молекулярная биология, генетические заболевания | профессор Медицинского университета в Гданьске |
| Вешховский, Казимеж Лех      | 04.12.1929    | хаб. доктор естественных наук                                                        | 1992       | ОБСН  | биофизика и молекулярная биология | эмерит-профессор Института биохимии и биофизики ПАН |
| Гживач, Анджей               | 10.07.1943    | доктор лесоведения                                                                   | 2007       | ОБСН  | лесная фитопатология и микология | Зав.кафедрой лесной фитопатологии и микологии факультета лесного хозяйства Высшей сельскохозяйственной школы                                             |
| Гурецкий, Рышард             | 15.02.1951    | хаб. доктор сельскохозяйственных наук                                                | 2020       | ОБСН  | агротехника и биотехнология растений | профессор Варминьско-Мазурского университета |
| Дзик, Ежи                    | 25.02.1950    | доктор естественных наук в обл. палеонтологии, хаб. доктор геологии                  | 2013       | ОБСН  | эволюционная палеобиология | Директор Института палеобиологии ПАН, зав.кафедрой палеобиологии и эволюции Варшавского университета                                                     |
| Душиньский, Ежи              | 06.03.1949    | хаб. доктор биологических наук                                                       | 2022       | ОБСН  | биохимия | президент ПАН (2015—2022) |
| Ежмановский, Анджей          | 13.11.1946    | доктор биологических наук                                                            | 2016       | ОБСН  | биология, биохимия, биофизика | профессор биологического факультета Варшавского университета                                                                                             |
| Жилич, Мацей                 | 21.09.1953    | доктор биохимии, хаб. доктор молекулярной биологии                                   | 2007       | ОБСН  | биохимия, биофизика и молекулярная биология белков теплового шока, их роль в малигнизации | председатель правления Фонда польской науки, зав.кафедрой молекулярной биологии Международного института молекулярной и клеточной биологии в Варшаве     |
| Забельский, Ромуальд         | 25.12.1960    | хаб. доктор ветеринарных наук                                                        | 2025       | ОБСН  | описание циклической секреторной и двигательной активности пищеварительной системы у новорожденных и нейрогормональных механизмов | вице-президент ПАН |
| Зенчик, Адам                 | 14.12.1943    | доктор сельскохозяйственных наук/ветеринария                                         | 2016       | ОБСН  | физиология и эндокринология репродукции животных | профессор Института репродукции животных и исследований пищевых продуктов                                                                                |
| Качмарек, Лешек              | 31.05.1957    | доктор естественных наук                                                             | 2013       | ОБСН  | нейробиология | зав.лабораторией нейробиологии Института экспериментальной биологии им. М. Ненского ПАН                                                                  |
| Кжимовский, Тадеуш           | 30.07.1927    | хаб. доктор ветеринарии в обл. физиологии животных                                   | 1987       | ОБСН  | физиология (эндокринология) животных, местные и центральные механизмы физиологической регуляции | эмерит-профессор Института репродукции животных ПАН в Ольштыне                                                                                           |
| Козловский, Ян               | 13.12.1946    | хаб. доктор естественных наук                                                        | 2020       | ОБСН  | эволюционная и теоретическая биология | профессор Ягеллонского университета |
| Коссут, Малгожата            | 10.03.1950    | доктор биологических наук                                                            | 2016       | ОБСН  | нейробиология | профессор Института экспериментальной биологии ПАН |
| Котвица, Ян                  | 27.10.1949    | доктор ветеринарных наук                                                             | 2025       | ОБСН  | физиология животных | научный сотрудник Института репродукции животных и исследований продовольствия ПАН в Ольштыне                                                            |
| Кузьницкий, Яцек             | 11.03.1952    | доктор биологических наук                                                            | 2020       | ОБСН  | нейробиология | директор Международного института молекулярной биологии                                                                                                  |
| Легоцкий, Анджей             | 21.10.1939    | доктор биохимии                                                                      | 2002       | ОБСН  | биохимия и молекулярная генетика растений | эмерит-профессор Института биоорганической химии |
| Малепши, Стефан              | 30.08.1947    | хаб. доктор сельскохозяйственных наук                                                | 2016       | ОБСН  | генетика растений и биотехнология | профессор Варшавского университета естественных наук |
| Манька, Малгожата            | 15.01.1951    | доктор лесоведения                                                                   | 2022       | ОБСН  | агрономия, фитопатология и защита растений | профессор Университета наук о жизни в Познани |
| Михалек, Рудольф             | 01.02.1941    | доктор наук в обл. механизации сельского хозяйства                                   | 2002       | ОБСН  | сельскохозяйственное машиностроение, его организация, экономика и управление; энергия и энергоёмкость в сельском хозяйстве; нетрадиционные источники энергии; научно-технический прогресс и его эффективность в сельском хозяйстве; механизация в горных районах                                                                                                 | профессор Университета сельского хозяйства в Кракове |
| Новак, Кшиштоф               | 11.05.1953    | доктор биологических наук                                                            | 2025       | ОБСН  | биохимия и цитология | профессор кафедры физиологии и биохимии животных факультета ветеринарной медицины и зоотехники Познанского университета естественных наук                |
| Окарма, Хенрик               | 12.11.1959    | доктор биологических наук                                                            | 2025       | ОБСН  | исследования хищных млекопитающих | профессор Ягеллонского университета |
| Олексин, Яцек                | 26.04.1953    | доктор лесоведения                                                                   | 2022       | ОБСН  | биология деревьев и лесное хозяйство | профессор Института дендрологии ПАН в Корнику |
| Олешек, Веслав               | 27.02.1948    | хаб. доктор сельскохозяйственных наук                                                | 2025       | ОБСН  | фитохимия | директор Института земледелия, удобрения и почвоведения Национального исследовательского института                                                       |
| Пейсак, Зигмунт              | 17.04.1948    | доктор ветеринарии                                                                   | 2010       | ОБСН  | эпидемиология с акцентом на болезни свиней, профилактика и совершенствование методов лабораторной молекулярной диагностики | профессор и зав. кафедрой болезней свиней Национального ветеринарного института в Пулаве                                                                 |
| Пискула, Мариуш              | 30.03.1959    | доктор сельскохозяйственных наук                                                     | 2025       | ОБСН  | биохимия, химия и технология пищевых продуктов | сотрудник Института репродукции животных и исследований пищевых продуктов ПАН                                                                            |
| Ракуса-Сущевский, Станислав  | 11.02.1938    | хаб. доктор естественных наук                                                        | 2020       | ОБСН  | биология полярных морей, физиология и экология морских организмов | |
| Реклевский, Зигмунт          | 25.08.1937    | доктор сельхоз. наук                                                                 | 2007       | ОБСН  | генетика и разведение животных; улучшение сельскохозяйственных пород | профессор Института генетики и животноводства |
| Саневский, Мариан            | 15.10.1942    | доктор естественных наук                                                             | 2010       | ОБСН  | физиология растений | эмерит-профессор Института плодоводства в Скерневице |
| Свенцицкий, Войцех           | 16.03.1950    | хаб. доктор сельскохозяйственных наук                                                | 2020       | ОБСН  | генетика и селекция растений | профессор кафедры геномики Интститута генетики растений ПАН                                                                                              |
| Свитонский, Марек            | 16.01.1954    | доктор сельскохозяйственных наук                                                     | 2022       | ОБСН  | генетика животных | президент Познанского отделения ПАН |
| Сморонг, Здислав             | 26.01.1943    | доктор ветеринарных наук                                                             | 2020       | ОБСН  | физиология и репродукция животных | профессор Национального института животноводства в Балице                                                                                                |
| Стшалка, Казимеж             | 08.02.1946    | доктор биологических наук                                                            | 2025       | ОБСН  | биохимия растений, фотосинтез | профессор кафедры физиологии растений и биохимии факультета биохимии, биофизики и биотехнологии Ягеллонского университета                                |
| Турнау, Катажина             | 03.11.1954    | доктор биологических наук                                                            | 2020       | ОБСН  | микология, микориз, фиторемедиация | профессор Ягеллонского университета |
| Хорубала, Адольф             | 06.01.1925    | доктор сельхоз. наук                                                                 | 1998       | ОБСН  | пищевая технология; продукты растительного происхождения; полифенолы, каротиноиды, хлорофиллы, продукты деградации, вызванной тепловым и радиоактивным излучением | |
| Яскольский, Мариуш           | 15.06.1952    | доктор химических наук                                                               | 2016       | ОБСН  | кристаллография и структурная биология | профессор Центра биокристаллографических исследований при Институте биоорганической химии ПАН                                                            |
| Барнась, Юзеф                | 12.03.1951    | доктор физических наук                                                               | 2020       | ОТННЗ | физика твёрдого тела | профессор Института молекулярной физики ПАН |
| Билер, Пётр                  | 11.12.1958    | доктор математических наук                                                           | 2022       | ОТННЗ | дифференциальные уравнения | профессор Института математики Вроцлавского университета                                                                                                 |
| Бушевский, Богуслав          | 28.09.1951    | доктор химических наук                                                               | 2020       | ОТННЗ | аналитическая химия | профессор Университета Николая Коперника в Торуни |
| Бялас, Анджей                | 26.07.1936    | доктор физических наук                                                               | 1986       | ОТННЗ | теоретическая физика высоких энергий | консультант Института ядерной физики им. Х. Неводничаньского ПАН                                                                                         |
| Бялыницкий-Бируля, Иво       | 14.06.1933    | доктор физических наук                                                               | 1989       | ОТННЗ | теоретическая физика | профессор Центра теоретической физики ПАН |
| Валащик, Ирениуш             | 28.06.1959    | хаб. доктор наук о Земле                                                             | 2025       | ОТННЗ | палеонтология и стратиграфия | профессор геологического факультета Варшавского университета                                                                                             |
| Валюк, Яцек                  | 08.04.1952    | доктор химических наук                                                               | 2022       | ОТННЗ | спектроскопия | профессор Института физической химии Польской академии наук                                                                                              |
| Витко, Малгожата             | 17.02.1951    | доктор химических наук                                                               | 2020       | ОТННЗ | квантовая химия и физика твёрдого тела | профессор Института катализа и химии поверхности |
| Возняковский, Хенрик         | 31.08.1946    | доктор математических наук                                                           | 2020       | ОТННЗ | вычислительная математика | профессор Института прикладной математики и механики Варшавского университета                                                                            |
| Войс, Аркадиуш               | 07.08.1971    | хаб. доктор физических наук                                                          | 2025       | ОТННЗ | теория конденсированного состояния | ректор Вроцлавского университета естественных и технических наук                                                                                         |
| Воронович, Станислав         | 22.07.1941    | хаб. доктор физических наук в обл. теоретической физики                              | 2002       | ОТННЗ | математическая физика, квантовая теория, операторная алгебра, квантовые группы | профессор Института математических наук ПАН и кафедры математических методов в физике Варшавского университета                                           |
| Врублевский, Анджей          | 07.08.1933    | доктор физических наук в обл. физики высоких энергий                                 | 1991       | ОТННЗ | физика элементарных частиц, история физики | эмерит-профессор физического факультета Варшавского университета                                                                                         |
| Галус, Збигнев               | 07.07.1934    | хаб. доктор в обл. неорганической химии и электрохимии                               | 1998       | ОТННЗ | электрохимия и электроанализ, кинетика электродных реакций в различных системах, адсорбция и её влияние на кинетику электродов, механизмы действия модифицированных электродов | эмерит-профессор химического факультета Варшавского университета                                                                                         |
| Гензель, Павел               | 08.04.1945    | доктор физических наук в области астрономии                                          | 2020       | ОТННЗ | теоретическая астрофизика | профессор Астрономического центра имени Николая Коперника                                                                                                |
| Городецкий, Рышард           | 30.09.1943    | доктор физических наук                                                               | 2020       | ОТННЗ | теоретическая физика | профессор Гданьского университета |
| Дера, Ежи                    | 09.04.1933    | доктор физ.-мат. наук, хаб. доктор физ. наук                                         | 2002       | ОТННЗ | океанология, физика моря, свет и его воздействие на природные процессы в море | профессор Института океанологии ПАН |
| Дитл, Томаш                  | 01.10.1950    | доктор наук ?                                                                        | 2010       | ОТННЗ | физика полупроводников, низких температур, магнетиков; спинтроника; нанотехнологии | профессор Института физики ПАН, Варшавского университета, Университета Тохоку (Япония)                                                                   |
| Забчик, Ежи                  | 29.03.1941    | доктор математических наук                                                           | 2013       | ОТННЗ | теория вероятностей, математическая теория управления, финансовая математика | профессор Института математических наук ПАН |
| Залевский, Кацпер            | 06.01.1935    | доктор физ.-мат. наук                                                                | 1991       | ОТННЗ | теоретическая физика, физика элементарных частиц | профессор Института ядерн. физики им. Х. Неводничаньского ПАН                                                                                            |
| Зелазневич, Анджей           | 04.02.1947    | доктор геологических наук                                                            | 2020       | ОТННЗ | структурная геология, петрология и тектоника | |
| Качоровский, Ежи             | 12.10.1957    | доктор математических наук в обл. теории чисел                                       | 2016       | ОТННЗ | аналитическая теория чисел, особенно общей теории функций L в приложении к классу Сельберга, количественные аспекты факторизации | профессор факультета математики и информатики Университета Адама Мицкевича в Познани                                                                     |
| Квапень, Станислав           | 20.02.1942    | доктор математических наук                                                           | 2010       | ОТННЗ | функциональный анализ и теория вероятностей | эмерит-профессор факультета математики и информатики Варшавского университета                                                                            |
| Козловский, Хенрик           | 30.10.1945    | хаб. доктор ?                                                                        | 2016       | ОТННЗ | бионеорганическая химия | профессор химического факультета Вроцлавского университета                                                                                               |
| Кулеша, Павел                | 19.03.1955    | доктор химических наук                                                               | 2020       | ОТННЗ | неорганическая химия | профессор Варшавского университета |
| Латос-Гражиньский, Цирил     | 07.04.1951    | доктор наук в обл. координационной химии, хаб. доктор в обл. бионеорганической химии | 2016       | ОТННЗ | химия порфиринов и металлопорфиринов, ядерный магнитный резонанс парамагнитных систем | профессор химического факультета Вроцлавского университета                                                                                               |
| Липковский, Януш             | 03.02.1943    | хаб. доктор химических наук                                                          | 2013       | ОТННЗ | структурная химия супрамолекулярных комплексов, применение комплексов включения для разделения смесей и аналитических методов, физикохимия органических цеолитов, гидрофобная гидратация, координационные комплексы для биомедицинского применения | профессор факультета математики и естественных наук Университета кардинала Стефана Вышинского в Варшаве                                                  |
| Лучак, Томаш                 | 13.03.1963    | хаб. доктор математических наук                                                      | 2016       | ОТННЗ | применение комбинаторных, алгебраических и вероятностных методов в математике, информатике, физике и биологии | профессор факультета математики и информатики Университета им. А. Мицкевича в Познани                                                                    |
| Мазур, Станислав             |               | доктор наук о Земле                                                                  | 2025       | ОТННЗ | структурная геология и тектоника | профессор факультета наук о Земле и управления окружающей средой Вроцлавского университета                                                               |
| Мартинец, Богдан             | 04.02.1941    | доктор химических наук в обл. неорганической химии                                   | 2010       | ОТННЗ | металлоорганическая химия; химия, технологии и использование органо-комплексов переходных металлов, их синтез, реакционная способность и молекулярный катализ | профессор и директор Центра передовых технологий химического факультета Университета им. А. Мицкевича в Познани                                          |
| Миколайчик, Мариан           | 07.12.1937    | доктор технических наук, хаб. доктор химических наук                                 | 2002       | ОТННЗ | органическая и гетероорганическая химия | профессор Центра молекулярных и высокомолекулярных исследований ПАН                                                                                      |
| Монкоша, Мечислав            | 16.11.1934    | доктор наук ?                                                                        | 1992       | ОТННЗ | органическая химия, методология органического синтеза, катализ межфазного переноса, нуклеофильного замещения водорода в ароматических соединений, химия карбанионов, механизмы реакций | эмерит-профессор Института органической химии ПАН |
| Пенчек, Станислав            | 24.01.1934    | хаб. доктор химических наук                                                          | 2013       | ОТННЗ | химия полимеров, изучение термодинамики, кинетики и механизмов цепных реакций, модели синтеза биополимеров и полимер-неорганических гибридов | |
| Пжитицкий, Феликс            | 16.08.1951    | доктор математических наук                                                           | 2022       | ОТННЗ | динамические системы | профессор Института математики Польской академии наук |
| Плесняк, Веслав              | 15.05.1944    | доктор математических наук                                                           | 2020       | ОТННЗ | математический анализ, теория приближений | профессор Ягеллонского университета |
| Покорский, Стефан            | 03.07.1942    | хаб. доктор наук в обл. теоретической физики                                         | 2004       | ОТННЗ | теоретическая физика элементарных частиц и их взаимодействий | профессор Института теоретической физики, физический факультет Варшавского университета                                                                  |
| Пфюцнер, Марек               | 19.05.1959    | доктор физических наук                                                               | 2022       | ОТННЗ | ядерная физика | профессор Института экспериментальной физики Варшавского университета                                                                                    |
| Ратайчак, Хенрик             | 30.09.1932    | хаб. доктор физ.-мат. наук                                                           | 1991       | ОТННЗ | химическая физика, молекулярная спектроскопия молекулярных систем в различных состояних | |
| Редлих, Кшиштоф              | 06.04.1953    | доктор физических наук                                                               | 2020       | ОТННЗ | квантовая теория поля, теория элементарных частиц | профессор Института теоретической физики Вроцлавского университета                                                                                       |
| Ровиньский, Павел            | 26.02.1965    | доктор физических наук                                                               | 2022       | ОТННЗ | геофизика | профессор Института геофизики Польской академии наук |
| Самоч, Марек                 | 07.01.1951    | хаб. доктор химических наук                                                          | 2025       | ОТННЗ | физическая химия, исследования новых материалов для оптоэлектроники и фотоники | заведующий кафедрой инженерии и моделирования современных материалов химического факультета Вроцлавского университета науки и технологий                 |
| Смак, Юзеф                   | 05.01.1936    | хаб. доктор физических наук в обл. астрономии                                        | 1998       | ОТННЗ | наблюдательные и теоретические исследования переменных звезд, в том числе тесных двойных систем; стандартные модели катастрофических систем; теория аккреционных дисков, включая модели карликовых новых звёзд | профессор Астрономического центра им. Николая Коперника ПАН                                                                                              |
| Соболевский, Анджей          | 09.10.1951    | доктор физических наук                                                               | 2022       | ОТННЗ | фундаментальные механизмы фотокаталитического расщепления воды с целью получения водорода | профессор Института физики ПАН |
| Стохель, Гражина             | 06.04.1954    | доктор химических наук                                                               | 2022       | ОТННЗ | координационная химия и бионеорганика, фотохимия | профессор химического факультета Ягеллонского университета                                                                                               |
| Траутман, Анджей             | 04.01.1933    | доктор физических наук в обл. теоретической физики                                   | 1976       | ОТННЗ | теория относительности и гравитации, геометрические методы в физике | эмерит-профессор Института теоретической физики Варшавского университета                                                                                 |
| Удальский, Анджей            | 22.01.1957    | доктор астрономии                                                                    | 2016       | ОТННЗ | наблюдательная астрофизика | профессор астрономической обсерватории Варшавского университета                                                                                          |
| Ухман, Альфред               | 30.01.1960    | хаб. доктор естественных наук                                                        | 2025       | ОТННЗ | ихнология беспозвоночных, стратиграфия и седиментология | профессор факультета географии и геологии Ягеллонского университета                                                                                      |
| Хмелевский, Марек            | 26.09.1942    | хаб. доктор органической химии                                                       | 2016       | ОТННЗ | органическая химия; синтез и стереохимия органических соединений, в частности, реакции присоединения и циклоприсоединения; синтез и метаболизм углеводов; методы синтеза пенициллинов, цефалоспоринов и других бета-лактамных соединений фармакологического назначения                                                                                           | эмерит-профессор Института органической химии ПАН |
| Шимчак, Хенрик               | 15.07.1937    | доктор наук ?                                                                        | 2007       | ОТННЗ | физика твердого тела, магнетизм, сверхпроводимость, ФМР-, ЭПР- и оптическая спектроскопия | профессор Института физики ПАН |
| Шпалек, Юзеф                 | 24.11.1945    | хаб. доктор физических наук                                                          | 2025       | ОТННЗ | теоретическая физика и физика твёрдого тела | профессор Института физики факультета физики, астрономии и прикладной информатики Ягеллонского университета                                              |
| Шуди, Юзеф                   | 20.08.1939    | доктор физических наук                                                               | 2020       | ОТННЗ | атомная, молекулярная, оптическая физика и физика столкновений | профессор Университета Николая Коперника в Торуни |
| Шульчевский, Михал           | 26.05.1939    | хаб. доктор естественных наук                                                        | 2004       | ОТННЗ | геология: стратиграфия и седиментология; стратиграфия девона и карбона; стратиграфические и палеоэкологические применения палеонтологии; седиментология карбонатных пород; геология Свентокшиских гор; история развития геологии, особенно период XVIII—XIX веков                                                                                                | профессор геологического факультета Варшавского университета                                                                                             |
| Юрчак, Януш                  | 05.02.1941    | хаб. доктор химических наук                                                          | 2004       | ОТННЗ | органическая и супрамолекулярная химия; синтез природных и биологически активных соединений, асимметричный катализ, необычные методы синтеза, молекулярные рецепторы, супрамолекулярные процессы (транспорт, хиральное распознавание) | зав. лабораторией химического факультета Варшавского университета, рук. группы Института органической химии ПАН                                          |
| Янушкевич, Лех Тадеуш        | 20.09.1955    | доктор математических наук                                                           | 2022       | ОТННЗ | геометрия, топология, теория групп | профессор Математического института Польской академии наук                                                                                               |
| Аврейцевич, Ян               | 26.08.1952    | доктор технических наук                                                              | 2022       | ОТН   | машиностроение | профессор Лодзинского политехнического университета |
| Бартошевич, Анджей           | 24.08.1962    | хаб. доктор технических наук                                                         | 2025       | ОТН   | дискретное управление динамическими объектами в скользящем режиме | директор Института автоматики Лодзинского политехнического университета                                                                                  |
| Бедзиньский, Ромуальд        | 05.04.1940    | доктор технических наук                                                              | 2020       | ОТН   | биомедицинская инженерия | профессор Вроцлавского технологического университета |
| Блажевич, Яцек               | 11.08.1951    | доктор технических наук в обл. информатики                                           | 2010       | ОТН   | информатика: теория алгоритмов и сложности вычислений, теория планирования заданий, коммуникационные сети; биоинформатика: секвенирование, геномика, протеомика | профессор и зам.директора Института информатики Познанского технического университета                                                                    |
| Богуцкая, Ханна              | 27.02.1965    | хаб. доктор технических наук                                                         | 2025       | ОТН   | радиосвязь и телекоммуникации | профессор кафедры радиосвязи Познанского политехнического университета                                                                                   |
| Бурчиньский, Тадеуш          | 25.05.1949    | доктор технических наук                                                              | 2020       | ОТН   | механика материалов и конструкций | профессор Института фундаментальных технологических исследований ПАН                                                                                     |
| Венгларш, Ян                 | 24.09.1947    | доктор наук в обл. автоматизации                                                     | 1998       | ОТН   | информатика и операционные исследования, в том числе теория планирования и распределения ресурсов в компьютерных и производственных системах и производства (математические модели, оптимизация алгоритмов для точных и приближенных вычислений), оценка производительности компьютерных систем, расчет экономии энергии                                         | профессор Института информатики Познанского технического университета                                                                                    |
| Волиньский, Веслав           | 01.01.1929    | хаб. доктор технических наук                                                         | 2007       | ОТН   | оптоэлектроника — лазерные технологии; изучение механизмов стимулирования и генерации излучения в газовых и твердотельных лазерах, конструирование таких лазеров и их применение в медицине, промышленности и научных исследованиях | эмерит-профессор Варшавского технического университета                                                                                                   |
| Дубиньский, Юзеф             | 05.12.1945    | доктор технических наук                                                              | 2020       | ОТН   | геофизика и горная геомеханика | профессор Центрального горного института |
| Камерковский, Мариан         | 05.10.1943    | доктор технических наук                                                              | 2016       | ОТН   | силовая электроника | профессор Электротехнического института Варшавского технологического университета                                                                        |
| Капитаняк, Томаш             | 27.04.1959    | доктор технических наук                                                              | 2020       | ОТН   | теоретическая и прикладная механика | профессор Лодзинского политехнического университета |
| Кацпшик, Януш Александер     | 12.07.1947    | хаб. доктор наук ?                                                                   | 2010       | ОТН   | информатика, автоматизация, моделирование систем, принятие решений, искусственный интеллект, вычислительный интеллект, нечёткая логика, анализ данных | профессор Института системных исследований ПАН, Высшей школы прикладных технологий и управления, Института промышленной автоматики и измерений           |
| Качорек, Тадеуш              | 27.04.1932    | хаб. доктор наук в обл. электротехники                                               | 1996       | ОТН   | теории управления и электрических схем | профессор Белостоцкого технического университета |
| Кламка, Ежи                  | 31.05.1944    | доктор математических и хаб. доктор технических наук                                 | 2010       | ОТН   | теория управления, управляемость, наблюдаемость и устойчивость динамических систем, математические основы квантовых вычислений | профессор Слонского технического университета и Института теоретической и прикладной информатики ПАН                                                     |
| Кляйбер, Михал               | 23.01.1946    | хаб. доктор технических наук                                                         | 2002       | ОТН   | механика (вычислительные методы механики, нелинейная механика твёрдых тел, механические свойства случайных систем), информатика и прикладная математика (моделирование и компьютерное моделирование, численные методы, разработка программного обеспечения, методы искусственного интеллекта)                                                                    | профессор Института фундаментальных технических задач ПАН                                                                                                |
| Корбич, Юзеф                 | 19.03.1951    | доктор технических наук                                                              | 2020       | ОТН   | автоматика, робототехника | профессор Зеленагурского университета |
| Корчелли, Пётр               | 20.07.1939    | доктор наук в обл. экономической географии                                           | 2010       | ОТН   | география городов и населения; пространственная хозяйство и расчетные системы; пространственная и функциональная структура городов; межрегиональная и международная миграция | |
| Костек, Божена               | 03.01.1959    | доктор технических наук                                                              | 2025       | ОТН   | телекоммуникации, звукотехника, информатика и электроника | зав. Лабораторией аудионической акустики на факультете электроники, телекоммуникаций и информатики Гданьского политехнического университета              |
| Лис, Ежи                     | 29.10.1954    | доктор технических наук                                                              | 2022       | ОТН   | материаловедение | профессор Университета науки и технологии AGN в Кракове                                                                                                  |
| Майор, Богуслав              | 30.07.1945    | доктор технических наук                                                              | 2020       | ОТН   | материаловедение | профессор Института металлургии и материаловедения |
| Малиновский, Кшиштоф         | 13.12.1948    | доктор технических наук                                                              | 2016       | ОТН   | информатика, автоматизация, робототехника | профессор Варшавского технологического университета |
| Маневский, Роман             | 31.07.1938    | доктор технических наук                                                              | 2016       | ОТН   | кибернетика | профессор Института биокибернетики и биомедицинской инженерии ПАН                                                                                        |
| Марецкий, Яцек               | 11.03.1930    | хаб. доктор технических наук                                                         | 2004       | ОТН   | энергетика, электростанции и электротеплостанции, экономика энергетики, в частности: рентабельность комбинированного производства электрической и тепловой энергии; методики распределения затрат производства на электростанциях; оптимизация параметров электростанций; экономика атомных электростанций                                                       | эмерит-профессор Гданьского технического университета |
| Микелевич, Ярослав           | 10.04.1941    | доктор технических наук                                                              | 2013       | ОТН   | термодинамика, теплопередача, гидромеханика, энергетика | |
| Модельский, Юзеф             | 25.03.1949    | доктор технических наук                                                              | 2020       | ОТН   | радиосвязь, СВЧ и антенная техника, спутниковая связь, кабельное телевидение | директор Института радиоэлектроники Варшавского технологического университета                                                                            |
| Мрозовский, Михал            | 12.05.1959    | доктор технических наук                                                              | 2025       | ОТН   | электроника, телекоммуникации и теория электромагнитного поля | заведующий кафедрой микроволновой и антенной техники на факультете электроники, телекоммуникаций и информатики Гданьского политехнического университета  |
| Мрочка, Януш                 | 27.04.1952    | доктор технических наук                                                              | 2022       | ОТН   | электронная и фотонная метрология | профессор Вроцлавского политехнического университета |
| Мруз, Зенон                  | 02.11.1930    | доктор наук в обл. конструкционной механики                                          | 2004       | ОТН   | механика материалов и конструкций, в том числе предельных состояний, анализ чувствительности и оптимизация конструкций; анализ деформации металла с учётом неупругих пластических деформаций, усиления эффектов, повреждений и локализации деформаций; анализ неупругой деформации и предельных состояний геоматериалов; механические контактные слои материалов | Институт фундаментальных технических задач ПАН |
| Новицкий, Анджей             | 11.03.1945    | доктор технических наук                                                              | 2020       | ОТН   | автоматика, электроника, электротехника | профессор Института фундаментальных технологических исследований ПАН                                                                                     |
| Огорзалек, Мацей             | 24.02.1955    | доктор технических наук                                                              | 2022       | ОТН   | информатика и телекоммуникации | профессор Ягеллонского университета |
| Остахович, Веслав            | 12.02.1947    | хаб. доктор технических наук                                                         | 2025       | ОТН   | электроника, телекоммуникации и теория электромагнитного поля | профессор Института гидромашин им. Роберта Шевальского Польской академии наук в Гданьске                                                                 |
| Петрик, Хенрик               | 13.07.1950    | доктор технических наук                                                              | 2022       | ОТН   | механика твёрдого тела | профессор Института фундаментальных технологических исследований ПАН                                                                                     |
| Похорецкий, Рышард           | 10.02.1936    | хаб. доктор технических наук                                                         | 2013       | ОТН   | химическая инженерия, инженерия биопроцессов, проектирование химических реакторов, биотехнологии | эмерит-профессор Варшавского университета |
| Рогальский, Антоний          | 12.06.1946    | доктор технических наук                                                              | 2013       | ОТН   | оптоэлектроника; технология, свойства и теория детекторов оптического излучения | профессор Института технической физики Военно-технической академии                                                                                       |
| Росик-Дулевская, Чеслава     | 12.10.1949    | доктор технических наук                                                              | 2022       | ОТН   | охрана природной среды | профессор Института инженерной защиты окружающей среды                                                                                                   |
| Рутковский, Лешек            | 10.08.1952    | доктор технических наук                                                              | 2016       | ОТН   | информатика и робототехника | профессор Ченстоховского политехнического университета                                                                                                   |
| Симек, Якуб                  | 02.03.1937    | доктор технических наук                                                              | 2016       | ОТН   | разработка месторождений углеводородов и жидкого сырья, горнодобывающей и газовой промышленности | профессор Института горного дела нефти и газа |
| Словиньский, Роман           | 16.03.1952    | хаб. доктор наук в области информатики                                               | 2013       | ОТН   | информатика, исследование операций, вычислительная разведка | профессор Института информатики Познанского технического университета и Института системных исследований ПАН                                             |
| Тадеусевич, Рышард           | 05.05.1947    | хаб. доктор наук ?                                                                   | 2013       | ОТН   | автоматизация и робототехника, информатика, биокибернетика и биомедицинская инженерия | профессор Академии горного дела и металлургии |
| Трутвин, Вацлав Павел        | 11.09.1932    | доктор технических наук в обл. добычи полезных ископаемых                            | 2004       | ОТН   | шахтная аэрологии, механика горных пород, метрология воздушных и газовых потоков в шахтах | профессор Института инновационных технологий EMAG |
| Фраковяк, Эльжбета           | 17.11.1950    | доктор химических наук                                                               | 2022       | ОТН   | химические источники энергии и электрохимия | профессор Познанского технологического университета |
| Хмельняк, Тадеуш             | 12.10.1941    | доктор технических наук                                                              | 2016       | ОТН   | тепловые машины | профессор Силезского технологического университета |
| Яйшик, Анджей                | 23.01.1952    | доктор технических наук                                                              | 2022       | ОТН   | технические информационные технологии и телекоммуникации | профессор Университета науки и технологии AGN в Кракове                                                                                                  |
| Альбрехт, Ян                 | 22.06.1944    | хаб. доктор медицинских наук                                                         | 2020       | ОМН   | биохимия, цитология, нейробиология | профессор Института экспериментальной и клинической медицины                                                                                             |
| Бжозовский, Томаш            | 21.04.1954    | хаб. доктор медицинских наук                                                         | 2022       | ОМН   | эндокринология | профессор Ягеллонского университета |
| Венчек, Анджей               | 24.11.1955    | хаб. доктор медицинских наук                                                         | 2025       | ОМН   | ангиология, гипертония, заболевания почек и трансплантация органов | профессор медицинского факультета Силезского медицинского университета                                                                                   |
| Гродзицкий, Томаш            | 16.03.1959    | доктор медицинских наук                                                              | 2025       | ОМН   | внутренние болезни, гериатрия и гипертензиология | профессор Ягеллонского университета |
| Гурский, Анджей              | 11.08.1946    | хаб. доктор медицинских наук                                                         | 2013       | ОМН   | внутренние болезни (клиническая иммунология); иммунология и трансплантации; экспериментальная фаготерапия; исследовательская этика | рук. фаговой группы Института экспериментальной иммунологии и терапии им. Л. Хиршфельда ПАН во Вроцлаве; профессор Варшавского медицинского университета |
| Заремба, Яцек                | 18.07.1936    | доктор медицинских наук                                                              | 2020       | ОМН   | психиатрия и неврология | профессор Института психиатрии и неврологии |
| Киселёв, Павел               | 21.02.1945    | доктор биологических наук                                                            | 2025       | ОМН   | иммунология | сотрудник Института иммунологии и экспериментальной терапии имени Людвика Гиршфельда ПАН                                                                 |
| Кравчик, Марек               | 16.02.1946    | хаб. доктор медицинских наук                                                         | 2020       | ОМН   | общая и онкологическая хирургия, клиническая трансплантология | профессор Варшавского медицинского университета |
| Лимон, Януш                  | 08.11.1946    | доктор наук в обл. генетики человека                                                 | 2013       | ОМН   | цитогенетика и генетика опухолей человека; клиническая генетика | зав.кафедрой биологии и генетики Гданьского медицинского университета                                                                                    |
| Наркевич, Кшиштоф            | 11.12.1962    | хаб. доктор медицинских наук                                                         | 2025       | ОМН   | заболевания системы кровообращения | профессор кафедры артериальной гипертонии и диабетологии Гданьского медицинского университета                                                            |
| Опольский, Гжегож            | 03.08.1950    | хаб. доктор медицинских наук                                                         | 2025       | ОМН   | кардиология | профессор Варшавского медицинского университета |
| Павлик, Веслав               | 19.05.1939    | доктор медицинских наук                                                              | 2016       | ОМН   | физиология сердеяно-сосудистой системы и гастроэнтерология | профессор Ягеллонского университета |
| Попеля, Тадеуш               | 23.05.1933    | хаб. доктор медицинских наук                                                         | 2013       | ОМН   | общая хирургия, гастроэнтерология, онкология | профессор кафедры общей хирургии и клиники гастроэнтерологической хирургии медицинского колледжа Ягеллонского университета                               |
| Ружило, Витольд              | 03.03.1939    | хаб. доктор медицинских наук                                                         | 2016       | ОМН   | кардиология | профессор Института кардиологии |
| Рыбаковский, Януш            | 08.01.1946    | доктор медицинских наук                                                              | 2025       | ОМН   | психиатрия | профессор Познаньского университета медицинских наук |
| Тендера, Михал               | 29.06.1948    | доктор медицинских наук                                                              | 2022       | ОМН   | кардиология | профессор Медицинского университета Силезии в Катовицах                                                                                                  |
| Трояновский, Томаш           | 02.01.1947    | доктор медицинских наук в обл. нейрохирургии                                         | 2013       | ОМН   | нейрохирургия | профессор и зав. кафедры и клиники нейрохирургии и детской нейрохирургии Люблинского медицинского университета                                           |
| Члонковская, Анна            | 15.06.1943    | хаб. доктор медицинских наук                                                         | 2020       | ОМН   | неврология | профессор Варшавского медицинского университета |
| Чучвар, Станислав Ежи        | 07.05.1952    | хаб. доктор медицинских наук                                                         | 2022       | ОМН   | фармакология и патофизиология | профессор Института сельской медицины |
| Щепаньская-Садовская, Эва    | 30.09.1942    | хаб. доктор медицинских наук                                                         | 2022       | ОМН   | экспериментальная и клиническая физиология | профессор Варшавского медицинского университета |
| Янушевич, Влодзимеж          | 30.11.1927    | доктор медицинских наук                                                              | 1998       | ОМН   | внутренние заболевания; кардиология; вклад нейроэндокринной системы в первичной и вторичной гипертонии; диагностика и лечение первичной и вторичной гипертонической болезни; гуморальные изменения при инфаркте миокарда | эмерит-профессор Варшавской медицинской академии |

Наиболее возрастным из ныне живущих академиков является пищевой технолог Адольф Хорубала, самым молодым — физик Аркадиуш Вейс (соответственно 1925 и 1971 годов рождения). Наиболее длительным академическим стажем обладает физик Анджей Траутман (член-корреспондент — с 1969 года, академик — с 1976 года).

## Сотрудничество с заграницей
ПАН имеет филиалы в Брюсселе, Москве, Париже, Риме и Вене, а также Центр научных исследований в Берлине.

### Иностранные члены
- Виктор Михайлович Глушков (1977)
- Даниэль Бовуа (1991)
- Сигурд Оттович Шмидт